# 강동엽
강동엽(본명:강우제, 1979년 10월 30일 ~ )은 대한민국의 배우이다.

## 학력
- 동국대학교 연극영화학 학사

## 출연작

### 영화
- 《그녀를 모르면 간첩》 (2004년)
- 《어깨동무》 (2004년) - 중기 역
- 《인사동 스캔들》 (2009년) - 비문 직원 역

### 드라마
- 《드라마시티 - 그는 한강대교로 가지 않았다》 (KBS2, 2002년)
- 《MBC 베스트극장 - 이은성, 홍세진》 (MBC, 2003년)
- 《첫사랑》 (SBS, 2003년) - 현성 역
- 《신데렐라 맨》 (SBS, 2009년) - 김동현 역
- 《천하무적 이평강》 (KBS2, 2009년) - 한 변호사 역
- 《여인의 향기》 (SBS, 2011년) - 의사 역
- 《해피 엔딩》 (JTBC, 2012년) - 최기자 역
- 《KBS 드라마 스페셜 - 내 낡은 지갑 속의 기억》 (KBS2, 2013년) - 의사 역
- 《KBS 드라마 스페셜 - 들었다 놨다》 (KBS2, 2014년)
- 《신의 선물 - 14일》 (SBS, 2014년)
- 《엔젤 아이즈》 (SBS, 2014년) - 무의촌 진료봉사 하는 의사 역
- 《조선 총잡이》 (KBS2, 2014년) - 별기군 부대원 역
- 《비밀의 문》 (SBS, 2014년) - 풍 역
- 《킬미힐미》 (MBC, 2015년) - 경호원 역
- 《가족을 지켜라》 (KBS1, 2015년) - 고예원 약혼남 하승현 역
- 《부탁해요, 엄마》 (KBS2, 2015년)
- 《아름다운 당신》 (MBC, 2015년)
- 《몬스터》 (MBC, 2016년)
- 《가화만사성》 (MBC, 2016년)
- 《원티드》 (SBS, 2016년) - 김상오 역
- 《굿 와이프》 (tvN, 2016년)
- 《끝에서 두번째 사랑》 (SBS, 2016년)
- 《월계수 양복점 신사들》 (KBS2, 2017년)
- 《언니는 살아있다》 (SBS, 2017년)
- 《추리의 여왕》 (KBS2, 2017년)
- 《초인가족 2017》 (SBS, 2017년)
- 《마녀의 법정》 (KBS2, 2017년) - 이도진 역
- 《내 남자의 비밀》 (KBS2, 2017년)
- 《이번 생은 처음이라》 (tvN, 2017년)
- 《너의 등짝에 스매싱》 (TV조선, 2017년)
- 《저글러스》 (KBS2, 2018년)
- 《강남 스캔들》 (SBS, 2019년) - 데이비드 역
- 《저스티스》 (KBS2, 2019년)
- 《엄마가 바람났다》 (SBS, 2020년) - 김철규 역
- 《닥터 로이어》 (MBC, 2022년) - 연구원 역

### 뮤지컬
- 《블루사이공》 (2004년)